# Lliga Cèltica
La Lliga Cèltica és una organització política de les nacions celtes d'Irlanda, Escòcia, Bretanya, Gal·les, Illa de Man i Cornualla. Posa un especial èmfasi en la defensa de les llengües cèltiques.

## Objectius
El seu objectiu és promoure la cooperació entre aquests països i dur a terme campanyes polítiques, culturals i ambientals. També lluita contra violacions dels drets humans. L'objectiu fonamental de la Lliga Cèltica és contribuir, com a organització internacional, a les lluites de les sis nacions celtes per a obtenir la seva llibertat política, cultural, social i econòmic. Això inclou:
- Promoure la cooperació entre els pobles celtes.
- Desenvolupament de la consciència de la solidaritat i particularitats que hi ha de ser entre ells.
- Fer que les seves lluites i els seus èxits siguin coneguts a l'estranger.
- Fer campanyes a favor d'una associació de nacions celtes quan dues o més d'aquestes nacions hagin aconseguit l'autogovern.
- Advocar per la utilització dels recursos de cadascun dels països celtes en benefici de tots els seus habitants.
- Cada nació celta està condicionada per una història diferent i, per tant, no cal esperar una uniformitat de pensament. D'aquesta manera, hom pot identificar millor les àrees de possible cooperació i, posteriorment, formular una política comuna en detall.

En definitiva, la Lliga Cèltica vol aplegar els diversos moviments nacionalistes d'aquests sis països. Sovint, el llenguatge i les organitzacions culturals hi tenen un paper. Hi va haver certa evolució dels seus objectius, que tendeix a estendre's a una federació amb les línies del Consell Nòrdic. Aquest moviment també campanya a favor de la reunificació d'Irlanda i el retorn del departament del Loira Atlàntic a Bretanya.

## Branques
Les sis principals branques fan referència al nom del país en la llengua cèltica local; per exemple, Irlanda és coneguda com a Éire, Escòcia com a Alba, Gal·les com a Cymru, Bretanya com a Breizh, Cornualla com a Kernow i l'Illa de Man com a Mannin.
- Bretanya
- Cornualla
- Irlanda
- Illa de Man
- Escòcia
- Gal·les

Hi ha una Branca Internacional, i altres amb base als EUA i Londres. També hi ha una branca a l'Illa del Cap Bretó (Canadà), on encara hi ha una petita comunitat que parla gaèlic escocès. Han fracassat els intents d'establir branques a Austràlia i a la vall de Chubut (Argentina) (on hi ha una colònia de parla gal·lesa).

## Història
Fou creada el 1961 per Alan Heusaff i Yann Fouéré (exiliats bretons), Gwynfor Evans i JE Jones (president i secretari general de Plaid Cymru) durant l'Eisteddfod Nacional de Gal·les celebrat a Rhosllanerchrugog, prop Wrecsam (País de Gal·les), perquè hi fossin representats els partits nacionalistes dels diversos països cèltics. Intentava ser més ambiciosa que propostes anteriors com el Congrés Cèltic, i desenvolupar un discurs més polític, seguint les propostes de Hugh MacDiarmid i altres.
La Lliga Cèltica ha enviat a la de les Nacions Unides el 4 de novembre de 1965 un memoràndum de 65 pàgines (en anglès) sobre els drets de Bretanya, Escòcia i Gal les a l'autodeterminació. La branca americana de la Lliga Cèltica (CLAB), va ser fundada a Nova York en 1974.
L'organització és objecte de controvèrsia ocasional, en particular la situació de Galícia i Astúries com a nacions celtes. El consens general en l'organització és que no són les nacions celtes pròpiament dites, ja que no parlen cap idioma celta, ni han desenvolupat cap escrit literari, administratiu, etc., en una llengua celta, ja que no parlen idioma celta durant gairebé 2000 anys.

## Secretaris generals
Alan Heusaff†: (1961-84), B→I
J. Bernard Moffat: (1984-88), M
Davyth Fear: (1988-90), C
Séamas Ó Coileáin†: (1990-91), I
J. Bernard Moffat: (1991-2006), M
Rhisiart Tal-e-bot: (2006 - present), W

## Editors deCarn(des de 1973)
Frang MacThòmais: (1973-74), S
Pádraig Ó Snodaigh: (1974-77), I
Cathal Ó Luain: (1977-81), I
Pedyr Pryor: (1981-84), C
Pat Bridson: (1984-present), M→I